# 池宗墨
池 宗墨（ち そうぼく、1890年 - 1951年5月20日）は中華民国の政治家・実業家・教育者。冀東防共自治政府の秘書長で、後に政務長官代理となった。別号は尚同。

## 事績

### 初期の活動
日本へ留学し、1916年（民国5年/大正5年）3月に東京高等師範学校本科英語部を卒業した。また、明治大学からは名誉学位を贈与された。帰国後は、浙江省首席督学官、北京高等師範学校教授（教員）、尚志大学教授、北京中学校長、厦門師範学校校長、常州利民紗厰経理などを歴任した。1925年（民国14年）、中国銀行鄭家屯分行行長に任ぜられる。さらに通成紡績公司経理も担当した。

### 冀東防共自治政府での活動
1935年（民国24年）、池宗墨は、河北省の薊密区行政督察専員公署秘書長に任ぜられた。11月24日、冀東防共自治委員会が成立した際、委員長・殷汝耕以外の委員8人の1人に列せられている。翌月に冀東防共自治政府が成立すると、政務長官・殷汝耕と同郷の誼により、池は秘書長兼外交処長に就任した。1936年（民国25年）4月、満洲国との修好使節として新京に向かっている。同年秋、外交処長の兼務を解かれ（後任の外交処長は王潤貞）、秘書長専任となった。
1937年（民国26年）7月29日、通州事件が勃発、殷汝耕も反乱軍に一時捕らえられる事態が起きた。殷は混乱の中で辛うじて脱出、北平に逃げ込んだが、反乱軍との関係を日本軍に疑われて拘束されてしまう。そのため同月31日、公務で不在だったため難を逃れていた池宗墨が、政務長官代理に任命された。池は事件の事後処理にあたり、また、政府所在地を通県から唐山に移した。
同年12月24日、池宗墨は在北京日本大使館を訪問し、事件解決策をまとめた文書を参事官森島守人に手交した。文書の内容は、(1) 正式謝罪、(2) 弔慰金及び賠償金（120万円）の支払い、(3) 自治政府全負担による慰霊塔建設の三条件となっており、森島もこれを受諾した。
翌1938年（民国27年）1月30日、冀東防共自治政府は王克敏が率いる中華民国臨時政府に併合され、領域は河北省に編入される。これに伴い、議政委員会委員に池宗墨が就任するものと、当初は目されていた。ところが2月5日に池が実際に任命されたのは、特任待遇の行政委員会参議であった。行政委員会参議は「行政委員会が行政上の実益を得るために任用」される地位に過ぎず、議政委員会委員のように臨時政府の政策決定に参与できる地位では無かった。池はこの先においても、実質的な権限を持つ政府官職の地位には就かないまま、日本敗戦を迎えている。

### 実業家としての活動
同年4月、池宗墨は北支産金株式会社の子会社である華北採金股份有限公司で董事長になる。また同年8月には、華北地域における抗日思想根絶や訓育強化を目的として北京で創立された、日中合弁の印刷会社・新民印書館の初代董事長となっている。
前者の華北採金股份有限公司においては、1942年（民国31年）時点でも池宗墨が董事長を務めていることを確認できる。一方、後者の新民印書館においては、王克敏らの意向で中華民国臨時政府が同社の全持株を購入したことにより、翌1939年（民国27年）7月、池は董事長を退任した（後任は曹汝霖）。
この他、汪兆銘政権下では1945年（民国34年）5月に華北労工協会理事長を務めている。

### 最期
日本敗北後の1945年（民国34年）12月5日、池宗墨は狂人を装うも虚しく潜伏先の北平で逮捕されて河北高等法院に送致、漢奸の罪で極刑の判決を下された。しかし実際には、国民政府統治下において池の死刑執行は無かった。
中華人民共和国成立後の1951年5月20日、北京市人民政府から改めて反革命罪などで死刑判決を言い渡され、直ちに執行された。享年62。 

### 人物像
池宗墨は孔孟思想と王道政治論の信奉者であり、徹底した中国国民党嫌いであったとされる。三民主義や孫文（孫中山）を非難・罵倒し、また、清末の政治家曽国藩を尊敬していた、とされる。殷汝耕同様、日本語に巧みであった。
池宗墨は徒に政治的策動を行ったり、宣伝的言辞を弄したりする人物として日本陸軍中央からも警戒されており、昭和12（1937）年5月には陸軍次官の梅津美治郎が支那駐屯軍（天津軍）参謀長・橋本群にその旨を打電した模様である。永田美那子（元・満洲国婦女会常任幹事、関東軍第二課嘱託）に至っては池を「危険人物」とみなし、その情報を北京の日本軍司令部に流したが、逆に永田が軍側から叱責されたという。
殷汝耕とは同郷の誼があったが、冀東防共自治政府成立後になると両者の関係は悪化していた。上述のように、通州事件直後に殷が現地日本軍から事件張本人と猜疑されたことがあったが、今井武夫（当時、大使館付武官補佐官）によれば、池宗墨が政務長官の地位を得ようと野心を抱き、策謀をめぐらしたことに原因があったとされる。